# Rosamond Fowlis
Rosamond Arorunkah Fowlis, MBE (geboren 3. Oktober 1910 in Bathurst, heute Banjul; gestorben 20. August 1994) war eine gambische Pädagogin.

## Familie und Ausbildung
Sie kam als Kind von Henry George Fowlis and Naomi Fowlis zur Welt und gehörte zur Gruppe der Aku. Fowlis war unverheiratet.
Sie besuchte die Dobson Street Day School und die Methodist Girls’ High School (heute Gambia Senior Secondary School). 1929 erhielt sie ein Stipendium der Regierung, das ihr ermöglichte, am St. Joseph’s Convent in Freetown (Sierra Leone) Hauswirtschaftslehre (domestic science) zu studieren.

## Lehrtätigkeiten
1931 kehrte sie nach Gambia zurück und unterrichtete an der Dobson Street Day School, der Methodist Girls’ High School und am Yundum College (heute Gambia College).
1937 war sie Mitbegründerin der Gambia Teachers’ Union und war von 1941 bis 1944 Präsidentin der Organisation. In diesem Zeitraum gelang die Einrichtung eines Pensionsfonds für Lehrer (Teachers’ Provident Fund) und die Entsendung von Mitgliedern der Gewerkschaft in das gambische Board of Education. Fowlis selbst war zu Beginn der 1950er Jahre dort Mitglied und setzte sich insbesondere für die Bildung von Mädchen ein.
Von 1943 bis 1947 studierte sie in Großbritannien am Leicester College of Domestic Science in Leicester.
Nach ihrer Rückkehr wurde sie zur Domestic Science Organizer ernannt und förderte das Schulfach Hauswirtschaftslehre, das schließlich auf ihr Drängen hin zum Pflichtfach wurde. Nach ihrer Überzeugung helfe das Fach jungen Frauen, sich selbständig zu machen und so ökonomisch unabhängiger zu werden. 1950 verfasste sie eine Monografie zu gesunder Ernährung. 1951 eröffnete sie ein Domestic Science Centre, später in Kaiaf ein Home Craft Centre.
Der 1952 veröffentlichte Baldwin Report on Education, der das gambische Schulsystem evaluierte, kritisierte Fowlis massiv und schlug ihre Ablösung durch eine europäische Lehrkraft vor. Nach Protesten aus der Bevölkerung wurden diese Überlegungen fallen gelassen. 1953 war sie als eine von fünf Frauen Mitglied einer Kommission, die den britischen Gouverneur bei einer Verfassungsänderung beraten sollte.
1965 beendete sie ihre Lehrtätigkeit.

## Weiteres Engagement
Fowlis war Gründungsmitglied der Wohltätigkeitsorganisationen Women’s Corona Society, der Gambia Women’s Federation (deren Vorsitzende sie in den 1960er Jahren war), der Gambia Women’s Contemporary Society und der Busy Bees.
1923 trat Fowlis der Gambia Girl Guides Association bei. Nach mehr als einem Jahrzehnt Inaktivität gelang es ihr Mitte der 1940er Jahre, die Aktivitäten deutlich auszubauen und die Mitgliederzahl zu verdoppeln. 1955 wurde sie zur ersten gambischen Chief Guide Commissioner ernannt. Auch im Landesinneren wurde die Organisation tätig.
1958 wurde sie von Gouverneur Percy Wyn-Harris in das Komitee zur Vorbereitung des Besuchs von Elisabeth II. 1961 aufgenommen.
Um 1983 war sie Vorsitzende der The Gambia Society for the Blind (heute The Gambia Organisation of the Visually Impaired, GOVI).

## Auszeichnungen
1953 wurde sie zum Member des Order of the British Empire ernannt. Für ihr Engagement bei den Girl Guides wurde sie 1963 mit dem Ehrentitel Life President of the Girl Guides Association ausgezeichnet. 1991 erhielt sie den Order of the Republic of The Gambia (Member).
1985 wurde sie aus Anlass des 75-jährigen Bestehens der Girl Guides mit einer Briefmarke geehrt.